# La Motte-en-Champsaur
La Motte-en-Champsaur – miejscowość i gmina we Francji, w regionie Prowansja-Alpy-Lazurowe Wybrzeże, w departamencie Alpy Wysokie.

## Demografia
Według danych na rok 1990 gminę zamieszkiwało 155 osób, a gęstość zaludnienia wynosiła 3 osoby/km². W styczniu 2015 r. La Motte-en-Champsaur zamieszkiwały 233 osoby, przy gęstości zaludnienia 4,4 osób/km².